# (73572) 4765 P-L
(73572) 4765 P-L – planetoida z pasa głównego asteroid okrążająca Słońce w ciągu 4,29 lat w średniej odległości 2,64 j.a. Odkryta 24 września 1960 roku.